# Heterolepidoderma hermaphroditum
Heterolepidoderma hermaphroditum är en djurart som tillhör fylumet bukhårsdjur, och som beskrevs av Wilke 1954. Heterolepidoderma hermaphroditum ingår i släktet Heterolepidoderma och familjen Chaetonotidae. Inga underarter finns listade i Catalogue of Life.